# Σ-endliche Von-Neumann-Algebra
σ-endliche Von-Neumann-Algebren sind im mathematischen Teilgebiet der Funktionalanalysis untersuchte Von-Neumann-Algebren mit einer zusätzlichen Abzählbarkeitseigenschaft. Die Bezeichnung σ-endlich ist maßtheoretisch motiviert, manche Autoren sprechen auch von abzählbar zerlegbaren Von-Neumann-Algebren. Diese Von-Neumann-Algebren spielen eine wichtige Rolle in der Tomita-Takesaki-Theorie.

## Definitionen
Eine  Von-Neumann-Algebra {\displaystyle A} heißt σ-endlich, falls jede Familie {\displaystyle (e_{i})_{i\in I}} paarweise orthogonaler Projektionen {\displaystyle e_{i}\in A} höchstens abzählbar viele von 0 verschiedene Elemente enthält. Dabei sind Projektionen Elemente {\displaystyle e\in A} mit {\displaystyle e=e^{*}=e^{2}} und zwei solche Projektionen {\displaystyle e_{1},e_{2}\in A} heißen orthogonal, falls ihr Produkt 0 ist.
Allgemeiner nennt man eine Projektion {\displaystyle e\in A} σ-endlich, wenn jede Familie {\displaystyle (e_{i})_{i\in I}} paarweise orthogonaler Projektionen {\displaystyle e_{i}\in A} mit {\displaystyle e_{i}\leq e} höchstens abzählbar viele von 0 verschiedene Elemente enthält. Dabei steht {\displaystyle e_{i}\leq e} für {\displaystyle e_{i}e=e_{i}}. Demnach ist eine Von-Neumann-Algebra genau dann σ-endlich, wenn ihr Einselement als Projektion σ-endlich ist.

## Beispiele
- Eine Projektion {\displaystyle e\in A} einer Von-Neumann-Algebra über einem Hilbertraum {\displaystyle H} heißt zyklisch, falls es ein {\displaystyle \xi \in H} gibt, so dass {\displaystyle e} die  Orthogonalprojektion auf den von {\displaystyle \{a'\xi ;\xi \in A'\}} erzeugten abgeschlossenen Unterraum ist, wobei {\displaystyle A'} die Kommutante von {\displaystyle A} bezeichnet. Zyklische Projektionen sind σ-endlich.[3]
- Jede Projektion eines separablen Hilbertraums ist  σ-endlich. Insbesondere ist jede Von-Neumann-Algebra über einem separablen Hilbertraum σ-endlich.
- Der Begriff der σ-Endlichkeit einer Projektion hängt definitionsgemäß von einer Von-Neumann-Algebra ab. Ist z. B. {\displaystyle H} ein nicht-separabler Hilbertraum, etwa der Folgenraum {\displaystyle H=\ell ^{2}(\mathbb {R} )}, so ist das Einselement {\displaystyle 1=\mathrm {id} _{H}} nicht  σ-endlich bzgl. der vollen Operatorenalgebra {\displaystyle A=L(H)}, wohl aber bzgl. der Von-Neumann-Algebra {\displaystyle A=\mathbb {C} \cdot \mathrm {id} _{H}}. Daher muss man im Zweifelsfall die betrachtete Von-Neumann-Algebra angeben.

## Charakterisierung
Für die folgende  Charakterisierung  σ-endlicher Von-Neumann-Algebren benötigen wir den Begriff des erzeugenden und trennenden Vektors. Ist {\displaystyle A} eine Von-Neumann-Algebra über einem Hilbertraum {\displaystyle H}, so heißt eine Teilmenge {\displaystyle X\subset H} erzeugend, falls {\displaystyle H} als abgeschlossener Unterraum von {\displaystyle \{a'\xi ;\,a'\in A',\xi \in X\}} erzeugt wird. Ein einzelner Vektor {\displaystyle \xi \in H} heißt erzeugend, falls die einelementige Menge {\displaystyle \{\xi \}} erzeugend ist. Eine  Teilmenge {\displaystyle X\subset H} trennend, falls aus {\displaystyle a\in A} und {\displaystyle a\xi =0} für alle {\displaystyle \xi \in X} bereits {\displaystyle a=0} folgt. Ein einzelner Vektor {\displaystyle \xi \in H} heißt trennend, falls die einelementige Menge {\displaystyle \{\xi \}} trennend  ist. Man beachte, dass diese Begriffe immer relativ zu einer Von-Neumann-Algebra zu verstehen sind. Mit ihnen können σ-endliche Von-Neumann-Algebren wie folgt charakterisiert werden:
Für eine Von-Neumann-Algebra {\displaystyle A} über einem Hilbertraum {\displaystyle H} sind folgende Aussagen äquivalent:
- {\displaystyle A} ist σ-endlich.
- {\displaystyle H} enthält eine abzählbare Teilmenge, die trennend für {\displaystyle A} ist.
- Es gibt einen treuen, normalen Zustand auf {\displaystyle f:A\rightarrow \mathbb {C} }, das heißt {\displaystyle f} ist ultraschwach stetig, {\displaystyle f(1)=1}, {\displaystyle f(a^{*}a)\geq 0} für alle {\displaystyle a\in A} und {\displaystyle f(a^{*}a)=0} ist nur für {\displaystyle a=0} möglich.
- {\displaystyle A} ist isomorph zu einer Von-Neumann-Algebra {\displaystyle \pi (A)}, über einem möglicherweise anderen Hilbertraum {\displaystyle H_{\pi }}, so dass es einen Vektor {\displaystyle \xi \in H_{\pi }} gibt, der für {\displaystyle \pi (A)} sowohl trennend als auch erzeugend ist.

Die Existenz des Vektors {\displaystyle \xi \in H_{\pi }} in der letzten Bedingung ist der Ausgangspunkt der Tomita-Takesaki-Theorie.